# مژگان حسینی (نوازنده قانون)
مژگان محمدحسینی معروف به مژگان حسینی (زاده ۲۵ دی ۱۳۷۰ در تهران) موسیقیدان، آهنگساز و نوازنده قانون اهل ایران است. او به عنوان تکنواز ساز قانون از سال ۱۳۹۵ تاکنون با ارکستر ملی ایران نیز همکاری دارد.

## زندگی هنری
مژگان حسینی در سن ۷ سالگی با تشویق مادرش، موسیقی را با نواختن تمبک آغاز کرد. در سال ۱۳۸۲ با ورود به هنرستان موسیقی نواختن قانون را نزد ملیحه سعیدی فرا گرفت و نوازندگی تمبک را زیر نظر محمد اسماعیلی ادامه داد. در سال ۱۳۸۹ در مقطع کارشناسی در رشته نوازندگی موسیقی ایرانی وارد دانشگاه هنر تهران شد و نوازندگی ساز قانون را نزد پریچهر خواجه ادامه داد و در سال ۱۳۹۵ در مقطع کارشناسی ارشد این رشته را در همان دانشگاه ادامه داد و سرانجام با ارائه پایان‌نامه تجزیه و تحلیل ده قطعه منتخب از مجموعه‌های ده قطعه برای تار اثر استاد حسین علیزاده و ترانویسی آنها برای ساز قانون به راهنمایی استاد حسین علیزاده این مقطع را به پایان رسانید. در دوران تحصیل از آموزه‌های استادان: هومان اسعدی، امیر اسلامی، مینا افتاده، علی بهرامی‌فرد، مهربانو توفیق، اسماعیل تهرانی، سپنتا حامدی‌نژاد و شریف لطفی بهره برد. پس از فارغ‌التحصیلی از دانشگاه، از آموزه‌های اساتید ترک و عرب: گوکسل باکتاگیر، هاکان گنگور، عمر زیاد حکمت و فرات قدوری نیز بهره‌مند شد.

## فعالیت حرفه ای
از میان فعالیت‌های هنری او می‌توان به موارد زیر اشاره کرد:
- تکنوازی ساز قانون در ارکستر ملی ایران از سال ۱۳۹۵ تا کنون به رهبری آقایان: فریدون شهبازیان، بردیا کیارس، نصیر حیدریان، سهراب کاشف، آقاوردی پاشایف، مجید انتظامی، آرش امینی[۵][۶][۷][۸][۹]
- همکاری با ارکستر منتخب ملی و سمفونیک برای جام جهانی ۲۰۱۸ به رهبری شهرداد روحانی
- همکاری با ارکستر شهر تهران به رهبری اسماعیل تهرانی
- همکاری با ارکستر سازهای ملی ایران به رهبری علی اکبر قربانی
- تکنواز قانون در چهارمین پروژه موسیقایی آنسامبل کانتوس به آهنگسازی رضا والی و رهبری کاوه میرحسینی[۱۰]
- شرکت در فستیوال موسیقی روسیه ۲۰۲۳[۱۱][۱۲]
- شرکت در فستیوال بین‌المللی موسیقی بغداد ۲۰۲۳
- مؤسس و مدیر مسوول مؤسسه فرهنگی هنری رود راوی هنر
- تدریس ساز قانون در دانشگاه آزاد اسلامی تهران
- تدریس ساز قانون در هنرستان موسیقی دختران تهران
- برگزاری کارگاه نوازندگی ساز قانون در مؤسسه بین‌المللی موسیقی شرق

## نوازندگی قانون
- نوازندگی قانون در موسیقی فیلم پسران دریا به آهنگسازی علی صمدپور، انیمیشن‌های تاریخ از این ور، قصه‌های خوب برای بچه‌های خوب و تیتراژ برنامه رنگین کمان
- نوازندگی در مجموعه مستند ایران
- همکاری و نوازندگی قانون در آلبوم‌ها و تک آهنگ‌های مختلف موسیقایی:

هزار گیسو، خیام و میرزا عبدالله، دایکاتو، سربلندان، سرمست، از تهران تا استانبول، عشق است، شاهنامه، بار دگر، سوی بی سو، لوت، سیرواهی، اوهام، کمند عشق، اقوام همنوا، درنگ، مهر وطن، شیوا، بادر، ریرا، دور ولی نزدیک

## آهنگسازی
- آهنگسازی برای تیتراژ برنامه مسیح داستان ناگفته در شبکهٔ هیسپان
- آهنگسازی برای تیتراژ برنامه جلوه‌های ویژه در سینما در شبکهٔ آی فیلم

## آثار
- تجزیه و تحلیل ده قطعه منتخب از مجموعه‌های ده قطعه برای تار اثر استاد حسین علیزاده و ترانویسی آنها برای ساز قانون (پروژه پایان‌نامه کارشنایی ارشد)
- ساخت و انتشار قطعات سازی برای پایه ساز قانون در سبک فیوژن:
  - رو به رو: قانون، گیتار بیس، پرکاشن (دارا دارایی و همایون نصیری)[۱۳]
  - بحر: اودو (عرفان قوی‌قلب)[۱۴]
  - رهایی: قانون، باغلاما، ترومپت، گیتار الکتریک، پرکاشن (تنظیم: مسعود همایونی و با تکنوازی نوازندهٔ بین‌المللی باغلاما اسماعیل تونجبیلک به همراهی همایون نصیری و سعید نبئی)[۱۵][۱۶]
  - سیلانی: قانون، گیتار الکتریک، گیتاربیس و پیانو (مسعود همایونی، دارا دارایی و خشایار حیدری)
  - انگار: قانون و کلارینت (سعید کرمی)[۱۷]
  - بازنوازی چهارمضراب باوی اثر ملیحه سعیدی به همراهی پرکاشن (زکریا یوسفی)[۱۸]